# UFC Fight Night: Edwards vs. Brady
UFC Fight Night: Edwards vs. Brady (también conocido como UFC Fight Night 255 y UFC on ESPN+ 113) fue un evento de artes marciales mixtas producido por Ultimate Fighting Championship se llevó a cabo el 22 de marzo de 2025 en el The O2 Arena en Londres, Inglaterra.

## Antecedentes
El evento marcó la decimosexta visita de la promoción a Londres y la primera desde UFC Fight Night: Aspinall vs. Tybura en julio de 2023.
Una pelea de peso wélter entre el ex campeón Leon Edwards y Jack Della Maddalena estaba originalmente programada para encabezar el evento.  Sin embargo, Della Maddalena fue retirado de la contienda para enfrentar al actual campeón de la división Belal Muhammad en UFC 315 y fue reemplazado por Sean Brady.

## Bonificaciones
Los siguientes peleadores recibieron bonificaciones de 50.000 dólares.
- Pelea de la Noche: No se otorga bonificación.
- Actuación de la Noche: Sean Brady, Kevin Holland, Alexia Thainara y Shauna Bannon